# Comuna Poricicea, Iavoriv
Poricicea (în ucraineană Поріччя) este o comună în raionul Iavoriv, regiunea Liov, Ucraina, formată din satele Iamelnea, Poricicea (reședința) și Stradci.

## Demografie
Componența lingvistică a comunei Poricicea
     Ucraineană (99,13%)
     Alte limbi (0,87%)
Conform recensământului din 2001, majoritatea populației comunei Poricicea era vorbitoare de ucraineană (99,13%), existând în minoritate și vorbitori de alte limbi.